# Rhaphuma vagesignata
Rhaphuma vagesignata är en skalbaggsart som beskrevs av Maurice Pic 1937. Rhaphuma vagesignata ingår i släktet Rhaphuma och familjen långhorningar. Inga underarter finns listade i Catalogue of Life.